# 一三式練習機

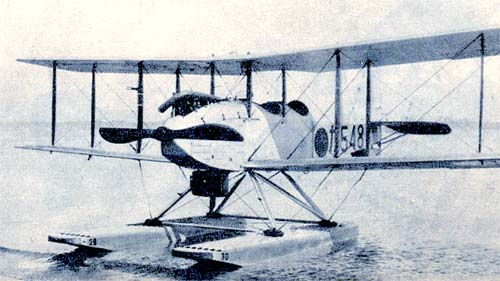
一三式水上練習機（K1Y2）

一三式練習機（いちさんしきれんしゅうき）は、第一次世界大戦と第二次世界大戦の間に日本海軍で採用された単発複座複葉の練習機である。開発は横須賀海軍工廠。機体略番はK1Y。

## 概要
イ号甲型水上練習機やアブロ式練習機の後継として横須賀海軍工廠（横廠）の橋本賢輔技師を設計主務者として開発され、1925年（大正14年）に試作機が完成した。審査は順調に進み同年10月に一三式練習機として制式採用された。
一三式陸上練習機（K1Y1）と一三式水上練習機（K1Y2）2種があったが、主に水上機型が生産され、横廠、中島、川西、渡辺あわせて100機あまり生産された。昭和10年頃に多数が民間に払い下げられ、練習機や作業機として使用された。

## 性能諸元
一三式水上練習機
- 全幅: 10.21 m
- 全長: 8.68 m
- 全高: 3.47 m
- 全備重量: 1,056 kg  （陸上機型は926 kg）
- エンジン: 瓦斯電 ベ式130馬力発動機（ベンツ Bz III） 水冷直列6気筒 130 hp×1
- 最大速度: 130 km/h （陸上機型は143 km/h）
- 航続距離: 3時間
- 武装
  - なし
- 乗員: 2名